# Adolf Mas i Ginestà
Adolf Mas i Ginestà (Solsona, Solsonès, 1860 - Barcelona, 1936), va ser un dels principals fotògrafs de l'època del Modernisme català i pare del també fotògraf Pelai Mas Castanyeda (Barcelona 1891-1954).
Va centrar la seva activitat en el camp de l'art, l'arquitectura, l'arqueologia i el paisatge. Va treballar tant per a institucions públiques com per a propietaris privats, cases editorials, arquitectes, decoradors o artistes. Com a professional prestigiós que va obtenir molts encàrrecs i, gràcies a això, va reunir una quantitat fabulosa de negatius fotogràfics, en placa de vidre, catalogats en un arxiu propi que amb els anys ha passat a ser un dels més importants del país.
A més d'obres d'art, monuments i paratges, Mas va documentar molts edificis i interiors contemporanis, i va crear una font d'informació de primer ordre sobre el Modernisme, l'Arxiu Mas.

## Biografia
Adolf Mas va néixer a Solsona l'any, i fou el setè d'onze germans d'una família acomodada, amb diferents membres relacionats amb el món jurídic. També va estudiar Lletres i Dret, i igual que el seu pare, en els seus inicis en el món laboral fou procurador, però va deixar la professió per dedicar-se a la seva passió des de petit, la fotografia. El repertori visual que va arribar a generar, centrant-se en allò local, es va estendre des del patrimoni artístic fins als efectes del Modernisme en l'àmbit social.
Als voltants de l'any 1885 es traslladà a Barcelona, on és probable que encara continués fent de procurador, i també de dependent d'uns grans magatzems. El 1890 es casà amb Apolina Castanyeda Ortega, amb la que tingueren dos fills, Pelai Mas i Castanyeda, i Màrius Mas i Castanyeda.

### El seu endinsament en el món de la fotografia
Cap a l'any 1896 és probable que Mas ja disposés del seu propi negoci de fotografia, el 1901 era director de la casa de venda de material fotogràfic anomenada Helius. Els seus inicis en el món professional de la fotografia van tenir lloc com a reporter fotogràfic, en primer lloc en nom de la casa Hèlius i posteriorment en el seu propi nom. Amb aquests inicis com a reporter, Adolf Mas va haver de freqüentar ambients culturals d'aquella època, com podia ser la cerveseria Els Quatre Gats, i fou allà on conegué i establí relació amb algunes de les figures més rellevants del panorama cultural català, com per exemple Ramon Casas, Santiago Rusiñol, Apel·les Mestres, Isidre Nonell o Josep Puig i Cadafalch. Com a testimoni d'aquestes relacions podem trobar els dos retrats que Ramon Casas realitza al fotògrafs els anys 1899 i 1908. Gràcies a la immersió com a contertulià dels Quatre Gats estarà immers de ple en les idees artístiques del modernisme, i també va participar en el creixent interès per l'art medieval i l'arqueologia, dedicant especial interès i dedicació al camp de l'arquitectura.
El 1905 va ser nomenat director-gerent d'Establissents Mas, i posteriorment esdevingué director de Photographic Studio Mas, de l'Estudi de Fotografia A. MAS. També va estar vinculat a l'Institut d'Estudis Catalans, creat per Prat de la Riba el 1907, institució amb l'objectiu d'investigació en tots els aspectes de la cultura catalana. Mas participava en les excursions científiques que organitzava l'Institut i hi feia fotografies. El fet que Puig i Cadafalch fos un dels fundadors de l'Institut fa pensar que va ser aquest qui hi vinculà en Mas. Dos anys més tard, el 1909 va crear, també juntament amb Puig i Cadafalch, l'Inventari Iconogràfic de Catalunya, el qual va ser la base de l'Arxiu Mas, i que al cap de pocs anys es va ampliar i convertir en l'Inventario Iconográfico de España.

## L'Arxiu Mas
En l'anomenada època modernista, i amb l'abundant vida artística de la ciutat de Barcelona i altres poblacions catalanes en els primers anys del segle xx, se situa a Adolf Mas com un excepcional cronista gràfic que amplià el seu camp d'acció a les obres de Ramon Casas i Santiago Rusiñol, d'Isidre Nonell o de Nicolau Raurich, a les escultures d'Eusebi Arnau, Rossend Nobas o Josep Llimona. Tot això va portar que al cap d'un temps Mas es trobés amb milers de clixés fotogràfics acumulats al seu estudi i al seu domicili. Aquesta nombrosa quantitat de clixés que, a més a més, anava creixent, seria el punt de partida d'un arxiu de documentació gràfica –l'Arxiu Mas– on hi quedarien recollits, segons un ordre i de manera sistemàtica, totes aquelles fotografies i documentació que podien oferir informació sobre la diversitat cultural a Catalunya. El que realment el va distingir d'altres professionals que fotografiaven el patrimoni va ser, a banda de la seva gran capacitat com a fotògraf, la consciència de la utilitat d'instituir un fons fotogràfic amb la finalitat de permetre la investigació historicoartística.
La creació d'aquest arxiu fotogràfic per part d'Adolf Mas, es portà a terme amb dues finalitats: la primera era la d'oferir als estudiosos els materials fotogràfics que necessitaven per als seus treballs, i la segona fou aconseguir un mitjà de vida que li permetés continuar realitzant activitats entorn de la fotografia.
Un exemple de la consolidació d'aquest Arxiu es troba en el fet que, en l'any 1926, Adolf Mas traslladà el seu domicili juntament amb l'Arxiu annex, a un pis del carrer de la Freneria, corresponent a la planta més elevada de l'edifici, on hi havia uns grans finestrals oberts que permetien una excel·lent il·luminació. Aquest local havia estat l'estudi del pintor i dibuixant modernista Alexandre de Riquer. Per a Adolf Mas van ser molt útils les indicacions de persones com Puig i Cadafalch, per exemple, per a l'increment i l'organització de l'Arxiu, però més endavant també va aconseguir el suport de personatges importants, estudiosos d'art medieval com Walter W. Sp. Cook, de l'Institut of Fine Arts de la Universitat de Nova York; K. Porter, Ch. R. Post, o Sherman Font.
Per a fer l'inventari de tots els negatius fotogràfics calia fer-ne una prova positivada, ja que cada negatiu podia ser de mides diferents, per a la qual la mida s'adaptava a la mida uniformada que tenien les postals (les quals tenien molta divulgació en aquella època). Segons la mida, els negatius s'agrupaven en sèries diferents (A, B, C...) i també rebien un número correlatiu, segons el qual eren ordenats als arxivadors metàl·lics que corresponia. Aquest número de clixé també el posaven a les proves a mida postal, les quals estaven arxivades en uns altres mobles adient, segons un orde que permetia una ràpida localització dins la ciutat, el monument, la col·lecció o el museu on l'obra d'art havia estat localitzada. La quantitat de fotografies per a una mateixa obra d'art podia ser nombrosa si es tractava d'una obra singular, com per exemple una portada principal amb diferents escultures, un sepulcre, retaules o un quadre que requerís diferents detalls dels seus elements compositius per a fer un bon estudi de l'obra. Quan aquestes fotografies tenien una quantitat que ho exigia, s'establien subdivisions amb els conjunts i detalls de les façanes exteriors en primer lloc, i les que corresponien als interiors en segon lloc. També podien subdividir-se per a individualitzar les dependències d'una catedral, d'un gran monestir, dels salons d'un palau o de les sales d'un museu.
Les dificultats derivades de la Guerra Civil dels anys 1936-1939 i les que varen ser conseqüència de la que va trasbalsar el món entre el 1939-1945 van tenir una forta repercussió sobre les relacions nacionals i internacionals de l'Arxiu Mas. Es va arribar a un conveni entre Pelai Mas – en el moment propietari de l'Arxiu – i, el que 1941 havia fundat l'Institut Amatller d'Art Hispànic. Aquest va incrementar així els seus béns fundacionals amb aquell fons de negatius, l'explotació comercial dels quals fou cedida a l'empresa Ampliaciones y Reproducciones Mas, que s'incrementà amb la incorporació del fons de negatius pertanyents a l'Arxiu d'Arqueologia Catalana. Així doncs, va començar una nova etapa per l'antic Arxiu Mas com a conseqüència de la seva connexió amb l'Institut Amatller. Es van establir uns convenis de col·laboració amb diferents editorials per a publicar llibres que els anys 40 representaven un nou concepte. Es podria continuar donant exemple de la progressivitat que han experimentat les activitats de la institució que continua l'Arxiu Mas. Únicament cal dir que segueix en plena activitat i atenta a la renovació que experimenta tot el relacionat amb el món de la fotografia. El llegat fotogràfic d'Adolf Mas, que conté 106.000 imatges, actualment es troba conservat a l'Institut Amatller d'Art Hispànic.
Pelai Mas Castanyeda (Barcelona, 1891-1954), fill d'Adolf Mas, fou director de l'Arxiu Mas des de la mort del seu pare.

## Fotografia del patrimoni arquitectònic i artístic

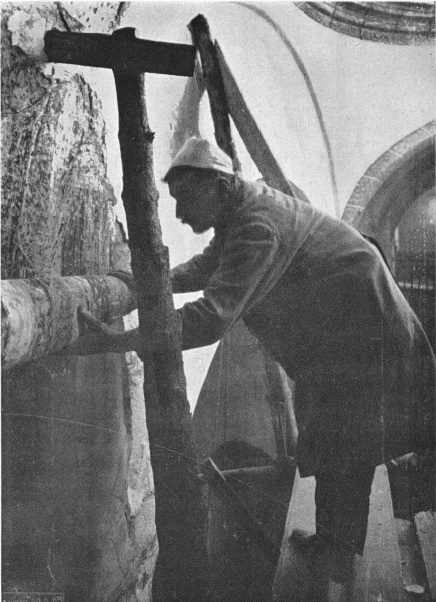
Arrancada de frescos a Santa Maria de Taüll amb la tècnica del strappo.

L'Arxiu Mas va rebre successius encàrrecs – a causa de la qualitat dels seus treballs de la bona organització de l'Arxiu Mas, juntament amb el prestigi derivat d'activitats complementàries – per part de l'Institut d'Estudis Catalans i de la Mancomunitat de Catalunya en els anys que va estar presidida per Enric Prat de la Riba i en l'etapa posterior amb Josep Puig i Cadafalch, entre els anys 1917 i 1923. Un exemple d'aquestes activitats complementàries que li van donar prestigi al fotògraf va ser els cursos de fotografia que va impartir el Centre Excursionista de Catalunya entre el 1907 i 1910, o bé els treballs relacionats amb les sessions de fotografies dedicades als interiors i decorats d'edificis modernistes.

### Viatges i expedicions
Fou en l'etapa de la seva inclusió en els centres culturals de l'època quan la seva passió pel patrimoni el va portar a col·laborar amb el Centre Excursionista de Catalunya, des de la secció fotogràfica, i especialment es va interessar per la preservació de l'art català a partir d'un fort sentiment patriòtic. Com a antecedents europeus es poden mencionar els projectes catalogràfics de fotògrafs com Édouard Baldus, el qual incorporat amb el grup de la Missió Heliogràfica de 1851, es va dedicar a la documentació del patrimoni francès.
Gràcies als encàrrecs abans esmentats per part dels artistes, arquitectes o propietaris es van anar aconseguint una informació bàsica de la Catalunya arqueològica, com per exemple la de les excavacions d'Empúries, també es va aconseguir informació dels segles medievals o informació dels àmbits rurals. En resum, es va aconseguir documentació de tot allò que podia considerar-se les arrels del país. A partir de l'any 1916 el fotògraf va poder comptar amb l'ajuda del seu fill, Pelai Mas i Castanyeda, el qual amb la seva joventut i il·lusió es va convertir en un factor indispensable i necessari per al creixement que varen experimentar els anys posteriors. El 1918 Pelai es va fer càrrec de la campanya per a fotografiar els monuments d'Astúries.
Cap al 1929, en els temps preparatoris de l'Exposició Internacional de Barcelona, es varen donar una sèrie de circumstàncies que van ajudar a impulsar l'Arxiu Mas. En els anys 30 es van emprendre algunes campanyes organitzades, per tal de recollir informació fotogràfica completa dels monuments cabdals de l'art als territoris hispànics. Alguns dels exemples que podem esmentar són la façana de les Plateries i el pòrtic de la Glòria, a la catedral de Santiago de Compostel·la; el retaule major de la catedral de Toledo, o el de la catedral de Sevilla, els quals inclouen dotzenes de composicions escultòriques del segle xv. També podem esmentar les composicions que pintà Nicolás Florentino a l'absis de la catedral vella de Salamanca. Són importants ja que avui en dia les seves imatges encara ofereixen materials importants i insubstituïbles per a fer estudis aprofundits dels conjunts. També és important mencionar les comissions encarregades a Mas per la Junta de Museus, el 1905, i també per l'Institut d'Estudis Catalans, amb la campanya per a l'inventari iconogràfic de Catalunya el 1907. Aquesta missió científica va ser iniciada el 30 d'agost de 1097 amb el nom de Missió arqueològica-jurídica i realitzada per Josep Puig i Cadafalch, Josep Goday, Guillem de Brocà, Josep Gudiol i Cunill i Adolf Mas, i el seu objectiu era l'exploració dels Pirineus i, en concret, de la zona alta dels afluents del riu Noguera Ribagorçana, amb la finalitat de documentar obres d'art i edificis religiosos i civils, i posar-ho en relació amb plànols i dibuixos, i incloent-hi una recopilació gràfica realitzada per Mas, amb fotografies. Com a més important, van recórrer les Valls de Luishon, d'Aran, de Boí, d'Isàvena i la Noguera.
Aquestes campanyes es relacionaven amb el sector de la investigació, ja que en el moment de realitzar els negatius, Mas va dirigir una important atenció a la presa del monument, i intentava captar des del punt de vista científic l'objecte que calia fotografiar. Una de les seves preocupacions més grans va ser la de produir negatius de qualitat
suprema, i per complir aquest objectiu va optar per importar càmeres, objectius i d'altres materials sensibles d'Anglaterra i Alemanya, i es va especificar en tècniques fotogràfiques innovadores per la seva època.

### Edificis, interiors i decorats
Adolf Mas com a fotògraf va representar una avantguarda respecte als professionals de la seva mateixa època, és a dir, els seus contemporanis. Es va interessar pels nous procediments tècnics que arribaven, més específicament des de França, les quals ampliaven les possibilitats de la fotografia. La tècnica de la fotografia havia quedat limitada a plasmar la imatge de les persones que acudien a l'estudi del professional, el qual havia preparat prèviament amb llums i accessoris d'ambientació necessaris, però al cap de poc temps els fotògrafs, gràcies a les noves tècniques i accessoris varen començar a sortir al carrer, ja que quasi podien captar el que estava passant de manera instantània. Dins d'aquest moment històric i d'aquest avenç tecnològic per a la fotografia, Adolf Mas no passa per a res desapercebut, i per això es va dedicar a recollir gràficament el que artísticament havia realitzat Catalunya en els segles anteriors, i també del que s'estava produint en aquell moment, i de com s'hi vivia. Adolf Mas es va adonar que per a la burgesia de l'època modernista tant important era la façana de la seva residència, la qual els distingia, com també eren importants els interiors que acollien la seva vida familiar amb tots els elements de decoració i de mobiliari. Aquestes feines li venien donades pels encàrrecs, ja que les fotografies podien estar destinades a reportatges artístics de diaris i revistes de l'època, com per exemple La Veu de Catalunya, Il·lustració Catalana, o bé podien ser els mateixos arquitectes o propietaris els que volien encarregar un reportatge fotogràfic per a les seves cases.
La fotografia d'arquitectura, tant antiga com moderna, va ser una de les facetes més peculiars de Mas. Concretament en el camp de l'arquitectura moderna va treballar en la ciutat de Barcelona, i especialment en l'Eixample, on es concentrava el major nombre d'edificis modernistes de tot el país. Mas va assolir un grau notable de perfecció tècnica en les seves fotografies, ja que no era feina fàcil fotografiar l'arquitectura, ni tampoc era fàcil fotografiar interiors, condicionats per l'espai i la llum. Entre els arquitectes, el seu principal client va ser Puig i Cadafalch, per aquest motiu és l'autor representat més sistemàticament en l'Arxiu Mas. Després d'aquest, Rafael Masó li encarregaria el 1916 un reportatge exhaustiu de les seves obres realitzades fins llavors. També existeix un reportatge molt complet de la Casa Lleó Morera de Lluís Domènech i Montaner (tant de la façana com de l'interior).
Altres exemples d'aquest tipus de fotografia de Mas són el saló de música de la casa del Comte de Sicart, d'Antoni M. Gallissà, també hi ha una sèrie de vistes de la seva pròpia casa a Barcelona. D'Antoni Falguera hi ha la Casa Sans, a Tossa de Mar; de Ferran Romeu hi ha la Casa Conrad Roure; d'Enric Sagnier els interiors de la Casa Sitjar, la Torre Arnús, el Tibidabo, i el Palau de la Justícia; de Pau Salvat trobem la Casa Oller; de Joaquim Planas i Calvet, la Casa Pujadas, a la Garriga. L'Arxiu Mas també té bastants exteriors d'obres de Gaudí, però pocs interiors realitzats en l'època, a part d'algunes vistes dels salons del Palau Güell, i les del saló de la Casa Milà – La Pedrera -, fetes l'any 1914, amb la nova decoració d'Aleix Clapés. Les fotografies que trobem dels interiors de Gaudí van ser fetes un cop mort l'artista i corresponen a un ampli reportatge encarregat el 1927. Però també hem de dir que en els interiors del Modernisme sobresurt a l'Arxiu Mas l'obra de Gaspar Homar.
Mas va deixar constància d'altres peces clau de l'època, com varen ser el Cau Ferrat de Sitges, de Santiago Rusiñol, o la Cerveseria els Quatre Gats i la posterior transformació en el seu Cercle Artístic de Sant Lluc. I paral·lelament també va fotografiar molts altres interiors de la burgesia barcelonina, que tot i correspondre a la mateixa època no tenen res a veure amb el Modernisme i són un altre testimoni dels gustos de la classe acomodada del moment. Pot ser que quan Mas va començar a fotografiar monuments contemporanis d'interès històric, locals i interiors d'habitatges, establiments públics i façanes d'edificis, no s'imaginés que aquests documents fotogràfics adquiririen al llarg de la història, per ser els únics testimonis de realitats desaparegudes o mutades de forma irreparable.
Adolf Mas també destaca per haver estat un dels pioners del fotoperiodisme a Catalunya publicant, principalment a la Ilustració Catalana, fotografies de fets socials, polítics i culturals de la ciutat de Barcelona.